# Schloss Vimperk
Das Schloss Vimperk (deutsch Schloss Winterberg) ist ein Renaissanceschloss in der gleichnamigen Stadt Vimperk in Südböhmen. Es gehört zu den bedeutendsten Sehenswürdigkeiten des Ortes.

## Geschichte
Das Schloss entstand aus einer im Jahr 1260 von Ottokar II. Přemysl gegründeten Burg, die dieser dem Burggrafen Purkart von Janovice übergab. Den Janovices diente Vimperk fortan als Ausgangspunkt für die Erschließung der unbewohnten Gebiete des Böhmerwalds im Süden und Osten. Sie gründeten außerdem die heutige Stadt Vimperk als Marktplatz für Händler und Handwerker. In der Blütezeit des Goldenen Steigs diente die Burg dem Schutz der neu entstandenen Handelswege, die direkt durch Vimperk führten.
Nachdem die Burg in der zweiten Hälfte des 14. Jhs. wieder in königlichen Besitz gefallen war, wurde sie von Vaclav IV. dem Geschlecht der Kaplirz de Sulewicz übergeben. Unter Petr Kaplirz de Sulewicz erfolgte 1479 die Befestigung des neu zur Stadt erhobenen Vimperks, wobei auch die Burg eingebunden wurde. Gleichzeitig wurde die vorgelagerte Festung Haselburg erbaut, um die relativ schwache Nordseite der Burg zu schützen. 1494 ging die Burg in den Besitz der Malovec von Malovice über, die die Anlage großflächig umbauten. Im Jahr 1547 verloren sie die Burg nach der Schlacht bei Mühlberg jedoch wieder, weil sie den Ständeaufstand gegen König Ferdinand I. unterstützt hatten.
In der Folge wanderte Vimperk durch den Besitz verschiedener Adelsgeschlechter, wie den Herren von Neuhaus, den Rosenbergs und den Kolowrats, die auf dem Gelände der Burg 1622 bis 1624 ein neues Renaissanceschloss erbauen ließen. Im Jahre 1630 erwarb Jan Oldřich von Eggenberg die Anlage, ab 1698 befand sie sich im Besitz der Familie Schwarzenberg. Die letzten Umbauten wurden 1857 nach einem Brand durchgeführt. Später beherbergte das Schloss verschiedene Ämter und eine Kaserne, heute ist dort das Museum der Stadt Vimperk untergebracht.

## Architektur

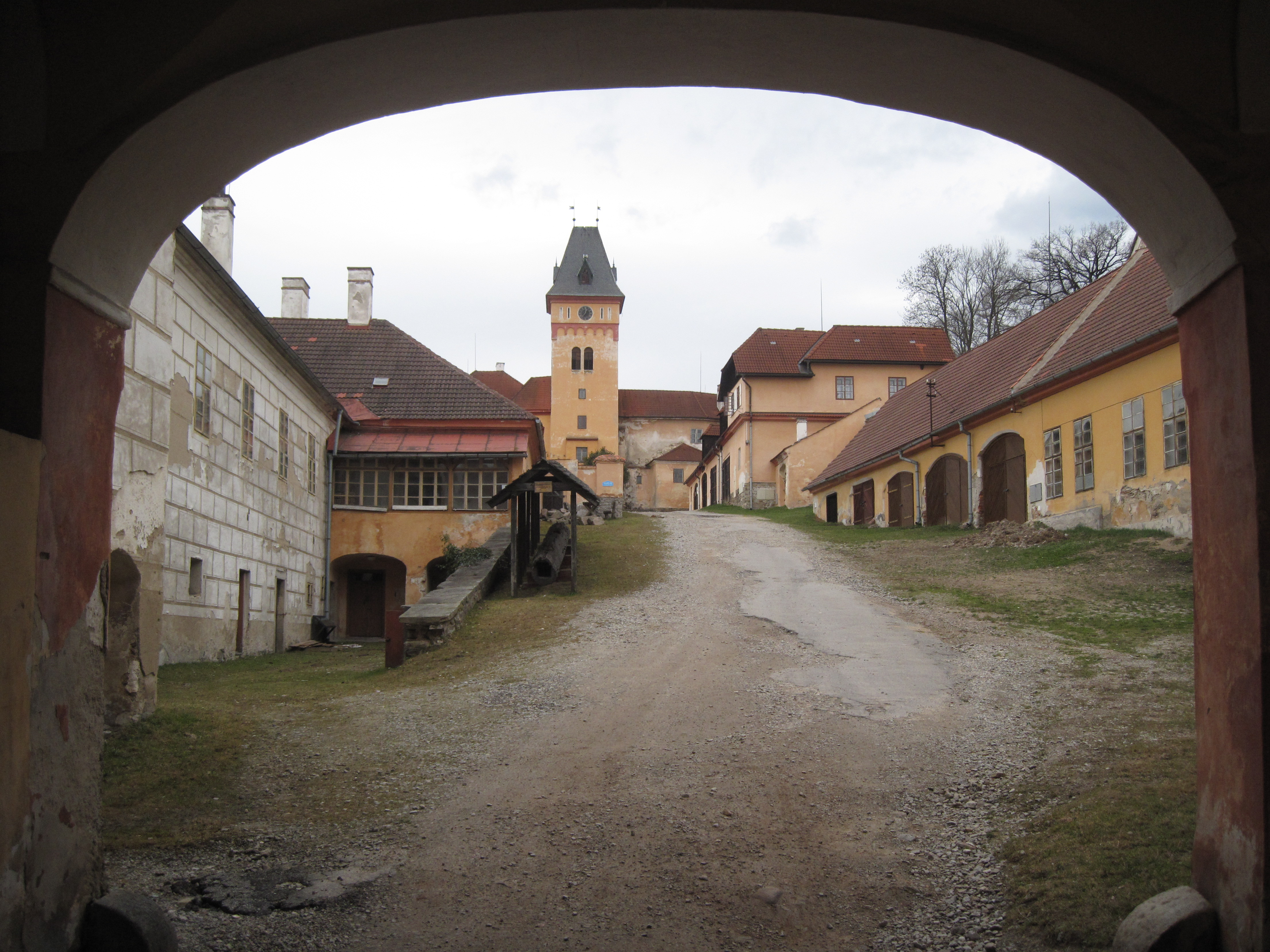
Schloss Vimperk (Vorhof)

Von der frühesten Teilen der Burg ist noch der 13 m hohe, an der Westseite der ehemaligen Burg gelegene Vlček-Turm aus der zweiten Hälfte des 13. Jhs. erhalten. Er ist von einer gotischen Schanze umgeben. Als Reste der Stadtbefestigung existieren heute noch vier Stadttore, das Schwarze Tor (Černá brána) knüpft an die Burganlage an.
Der Schlosskomplex gliedert sich in drei Teile: das obere Schloss auf dem ursprünglichen Burggelände, das im 17. Jh. erbaute untere Schloss, sowie die kleine Festung Haselburg im Nordosten des Geländes, die einen charakteristischen Rundturm von 14 m Durchmesser besitzt.
Der Vorhof des Schlosses ist von zweistöckigen Gebäuden umgeben, die vom Turm der St.-Josephs-Kapelle überragt werden. Oberes und unteres Schloss werden durch eine Arkadengalerie miteinander verbunden. Im oberen Schloss befindet sich außerdem ein Kreuzgewölbe, das auf einer Mittelsäule ruht, sowie im ersten Stock ein gotisches Spitzbogenportal.

## Museum
Das städtische Museum Vimperk ist im Bereich des oberen Schlosses untergebracht. In der Ausstellung befinden sich neben Informationen über den Nationalpark Šumava und die Geschichte der Stadt Vimperk auch historische Druckerpressen und Bücher aus der Zeit Vimperks als ein Zentrum des tschechischen Buchdrucks im 15. Jh.
Ebenfalls zu besichtigen sind Exponate aus böhmischem Glas aus der Blüte des Glashüttenwesens im 17. und 18. Jhs. und die Geschichte dieses für die Region historisch bedeutsamen Wirtschaftszweiges.